# 以色列—塞爾維亞關係
以色列和塞尔维亚于1992年1月31日建立外交关系，当时塞尔维亚是南斯拉夫联盟共和国(后来的塞尔维亚和黑山)的一部分。以色列在贝尔格莱德设有大使馆，塞尔维亚在特拉维夫设有大使馆。南斯拉夫社会主义联邦共和国在1948年成为欧洲第二个承认以色列的国家。两国在经济和文化上有联系，这得益于以色列境内大量来自前南斯拉夫的犹太人。塞尔维亚于2020年9月4日同意有条件地将其大使馆迁至耶路撒冷。

## 历史

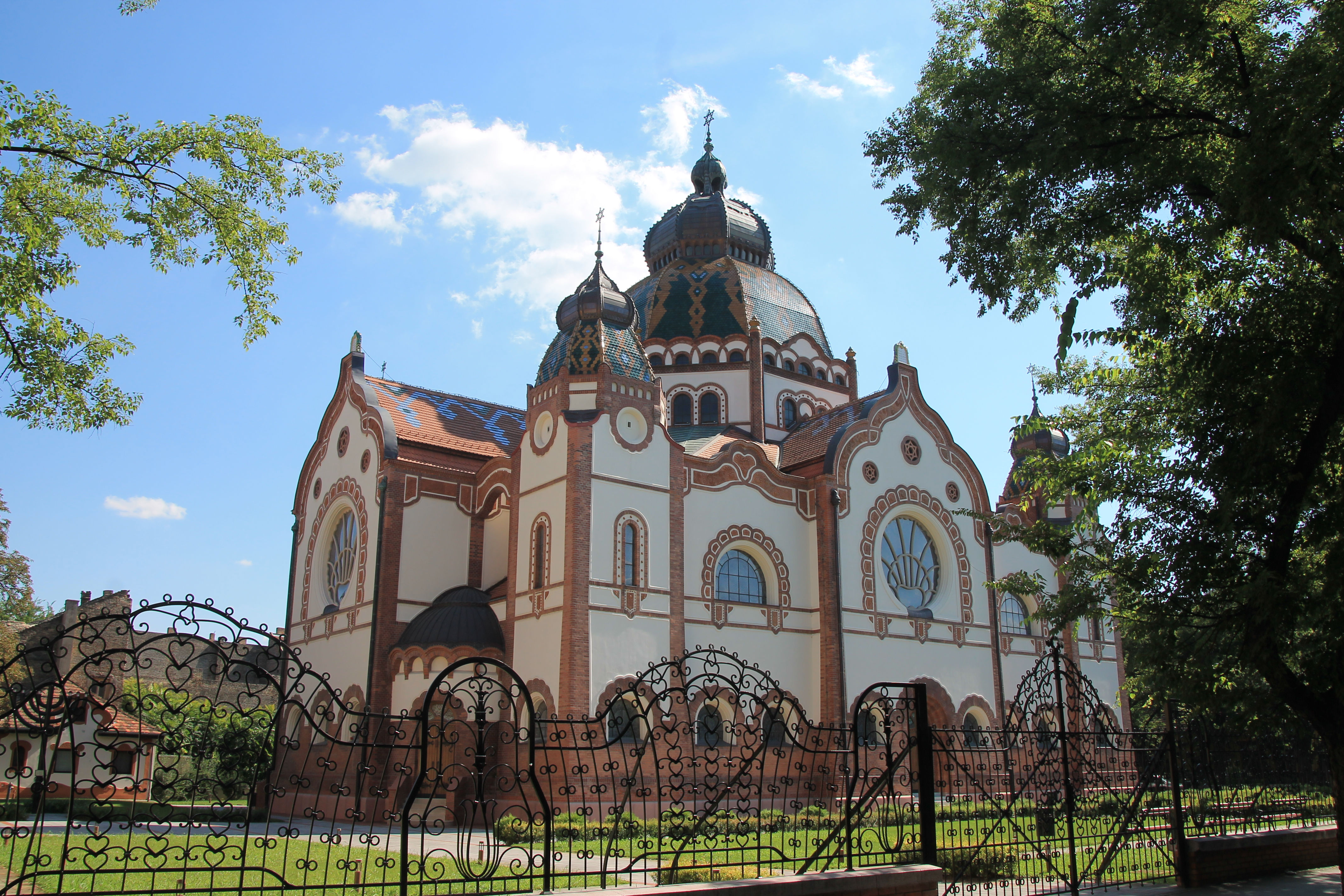
苏博蒂察犹太会堂

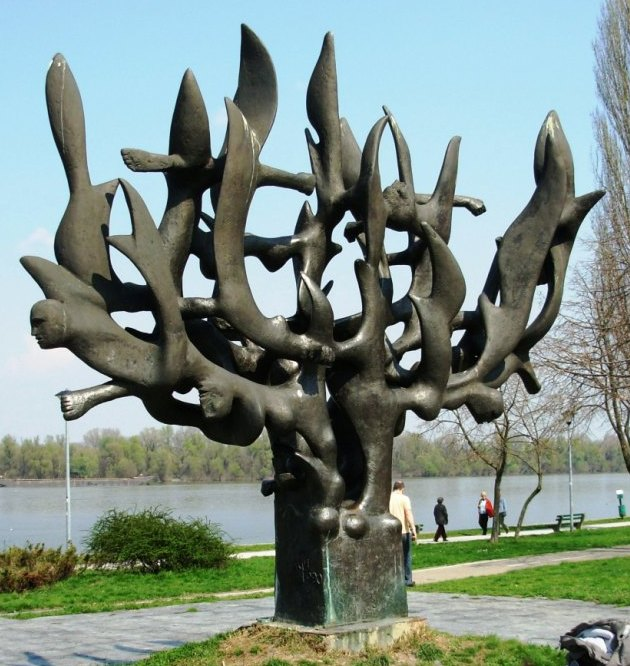
贝尔格莱德的大屠杀受害者纪念碑

自13世纪以来，有记载的犹太人社区中既有德系犹太人，也有西班牙系犹太人。第一批定居于此的犹太人最初来自意大利和杜布罗夫尼克市，后来有来自匈牙利和西班牙的犹太人。
15世纪和16世纪，逃离西班牙和葡萄牙宗教裁判所的犹太难民大量涌入巴尔干半岛的犹太人社区。奥斯曼帝国的苏丹巴耶济德二世欢迎犹太难民进入他的帝国。犹太人开始参与奥斯曼帝国各个省份之间的贸易，在盐贸易中变得尤为重要。在哈布斯堡王朝统治下的北部省份伏伊伏丁那，犹太人在18世纪定居下来，尤其是在1782年约瑟夫二世颁布宽容法令之后，该法令给予了犹太人一定程度的宗教自由。
犹太人社区在第一次世界大战前后得到宗教自治后得到了长足的发展，为德系犹太人和西班牙系犹太人建立了许多犹太教育机构和犹太教会堂。到1939年，大约有10400名犹太人生活在贝尔格莱德。
大多数生活在塞尔维亚的犹太人在大屠杀中被杀害了。在战争期间，许多犹太人得到了由铁托领导的南斯拉夫游击队的庇护，许多人与他们并肩作战。在此期间，塞尔维亚平民参与拯救了数千名南斯拉夫犹太人。战争结束后，大部分幸存下来的人逐渐移民到了以色列。
根据2011年的人口普查，塞尔维亚有578名犹太人，主要生活在贝尔格莱德和伏伊伏丁那。
南斯拉夫和以色列在1948年建立了外交关系。直到1952年，共有7578名犹太人从南斯拉夫移民到以色列。在此期间，南斯拉夫在阿拉伯-以色列冲突中基本保持中立，但在大量犹太人移民的帮助下，与以色列保持联系。
1967年六日战争后，南斯拉夫断绝了与以色列的所有外交关系，自那以后，南斯拉夫一直奉行亲阿拉伯的政策。南斯拉夫解体后，新成立的南斯拉夫联盟于1992年1月31日恢复了关系，寻求某些国际支持，因为它在南斯拉夫战争期间实际上与国际社会隔绝。

## 政治关系

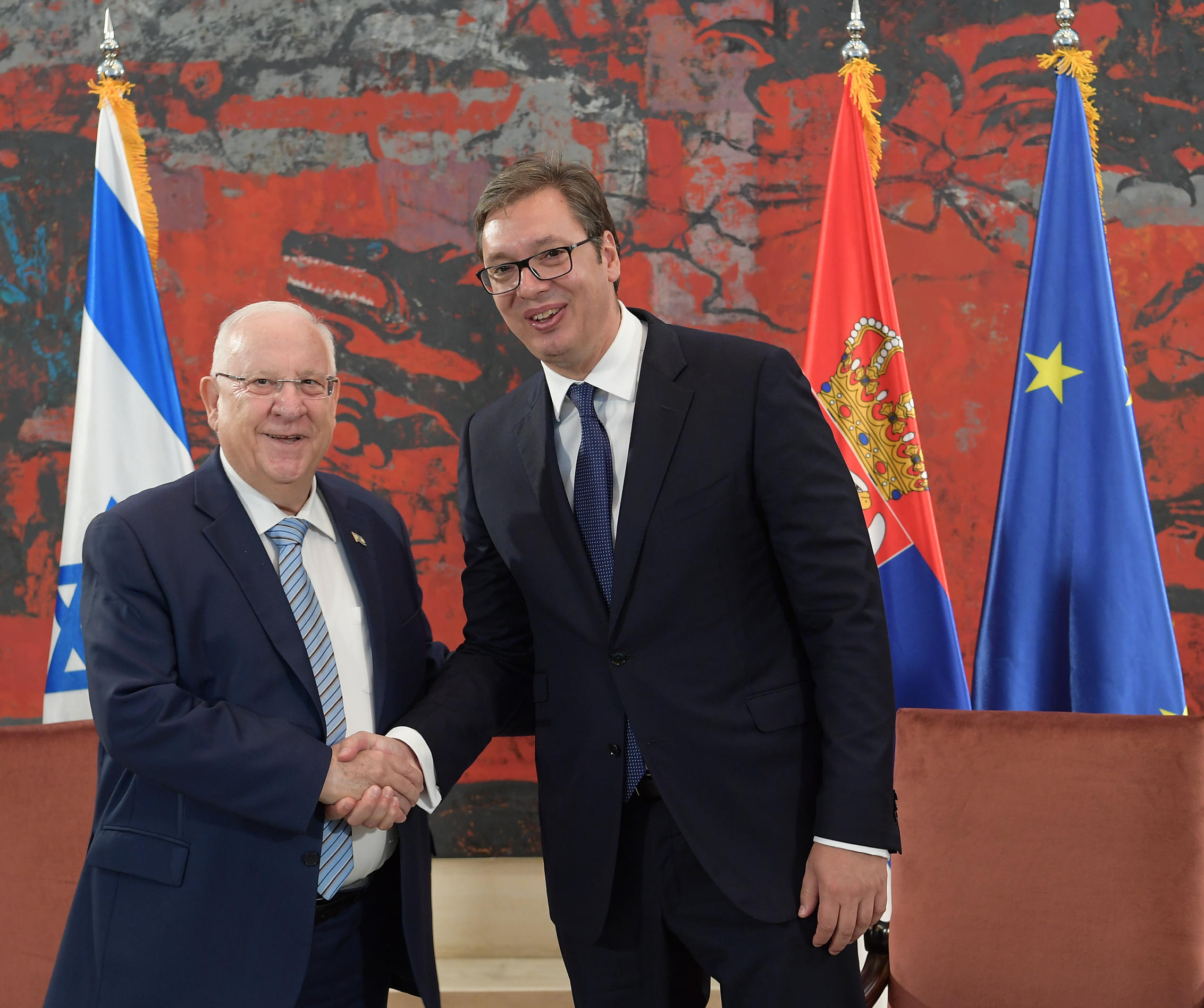
2018年7月26日，塞尔维亚总统亚历山大·武契奇在贝尔格莱德会见以色列总统鲁文·里夫林

第一次世界大战期间，由于德奥联军的占领，流亡的塞尔维亚王国政府是第一个正式签署《贝尔福宣言》的政府，该宣言宣布在巴勒斯坦建立犹太国家。1917年12月27日，塞尔维亚驻美国外交官和犹太复国主义领袖大卫·阿尔巴拉宣布支持该宣言。在一份文件中，1907年至1920年塞尔维亚驻巴黎大使米连科将这个新的犹太国家称为“以色列”，这是国际政治中首次正式提及这个名字。
伊戈尔·普里莫拉兹教授说:“自从南斯拉夫解体以来，以色列的政治体制就采取了亲塞尔维亚的立场。自1991年10月以来，以色列在贝尔格莱德设立了大使馆，塞尔维亚是南斯拉夫的继承国中第一个在以色列开设大使馆（尽管由于联合国安理会对贝尔格莱德的制裁，塞尔维亚大使永远不会向以色列总统递交他的全权证书），这些事实都证实了这一点。以色列公众和以色列犹太大屠杀纪念馆本身都拒绝承认塞尔维亚人在克罗地亚独立战争期间在克罗地亚犯下的罪行。”
2009年4月28日，以色列驻塞尔维亚大使亚瑟·科尔表示，虽然科索沃单方面宣布独立已经一年多了，但以色列无意承认科索沃的独立，“以色列不时被问及这一决定有多坚定，但事实是，以色列的立场一直没有改变。”塞尔维亚人民和政府应赞赏以色列的立场，这也表明了两国之间的友谊。”2009年9月，以色列外交部长阿维格多·利伯曼在对贝尔格莱德进行正式访问期间也重申，以色列不会承认科索沃，但希望这个问题能够和平解决。
以色列于2020年9月4日承认科索沃共和国为独立主权国家，双方同意建立正式外交关系。 2021年9月，以色列驻塞尔维亚大使亚赫勒·维兰证实，以色列于2020年9月4日正式承认科索沃，并表示“以色列是否承认科索沃是毫无疑问的，因为以色列在9月4日已经承认了科索沃”。
2020年9月9日，《耶路撒冷邮报》援引塞尔维亚总统办公室一位未透露姓名的消息人士的话称，如果以色列承认科索沃是一个独立国家，塞尔维亚将不会像签署白宫协议时那样将其大使馆迁往耶路撒冷。该消息人士还说，“此外，以色列的这一举动将损害以色列和塞尔维亚之间本来亲密的关系，它将永远不会是一成不变的，就这么简单”。